# Hypanthium

Schematische voorstelling van een bovenstandig vruchtbeginsel en een perigyne bloemkroon:
1. Bloembodem
2. Kelkbladen
3. Kroonbladen
4. Meeldraden
5. Vruchtbeginsel

Het hypanthium of de bloembeker is een bekervormige of buisvormige structuur aan de basis van een bloem. Het is een uitgroeisel van de bloembodem (torus) of van de voeten van de bloembekleedselen. Het vruchtbeginsel zit aan de basis van of onder het hypanthium. Bij een uitgroeisel van de bloembodem zitten de overige bloembekleedselen aan de bovenrand van het hypanthium.
De term werd in 1824 voor het eerst gebruikt door Heinrich Friedrich Link. Hypanthium betekent „onder de bloemkroon“. Vroeger werden de kroonbladeren namelijk beschouwd als de eigenlijke bloem.
Bij veel soorten die behoren tot de rozenfamilie, ribesfamilie en vlinderbloemigen komen hypanthia voor, zoals bij de wilde dwergmispel. Het hypanthium groeit vaak uit en omringt dan de vrucht. Zo bestaat het vlezige weefsel van een rozenbottel uit het uitgegroeide hypanthium.

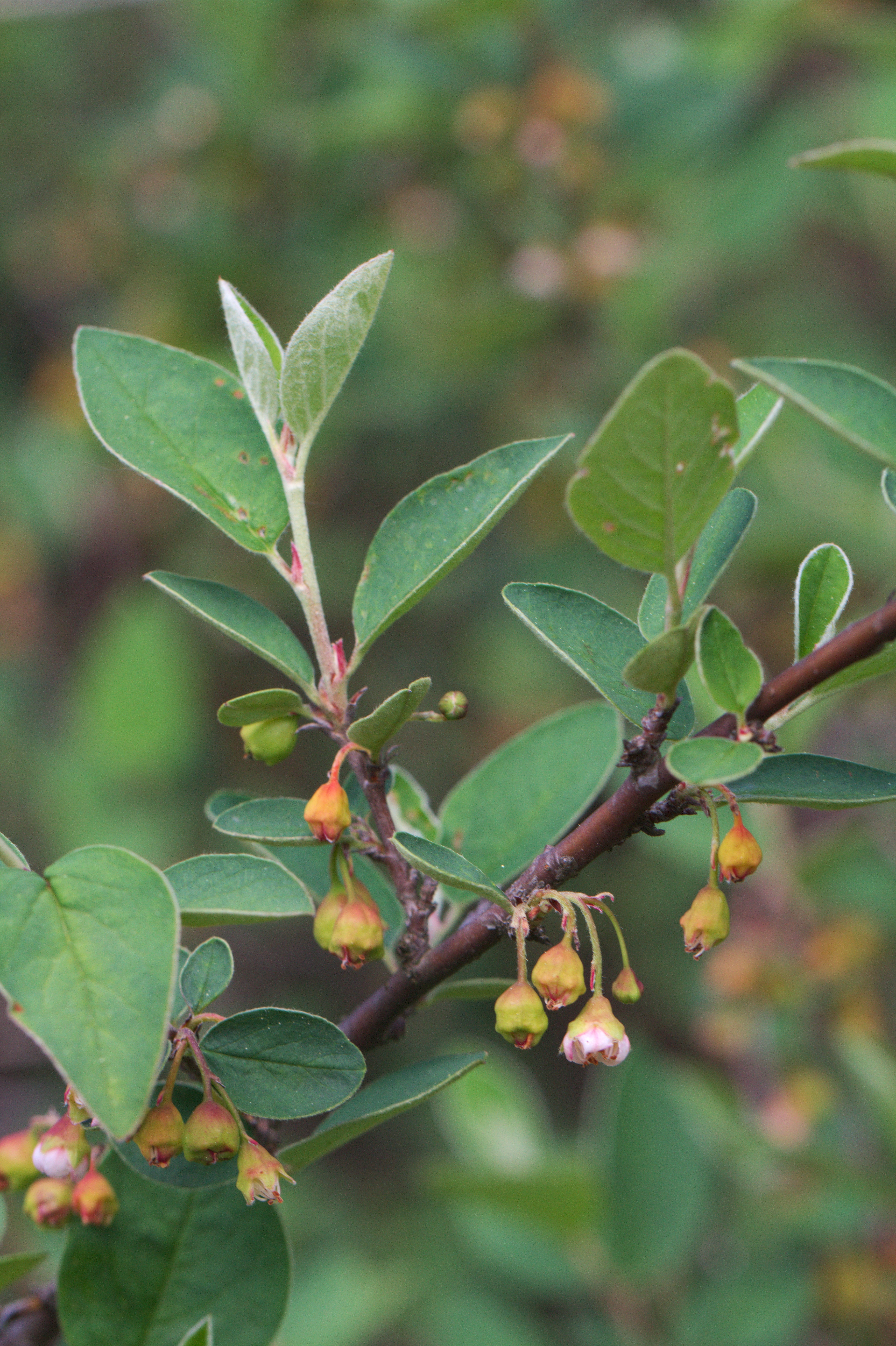
Bloemen van de wilde dwergmispel
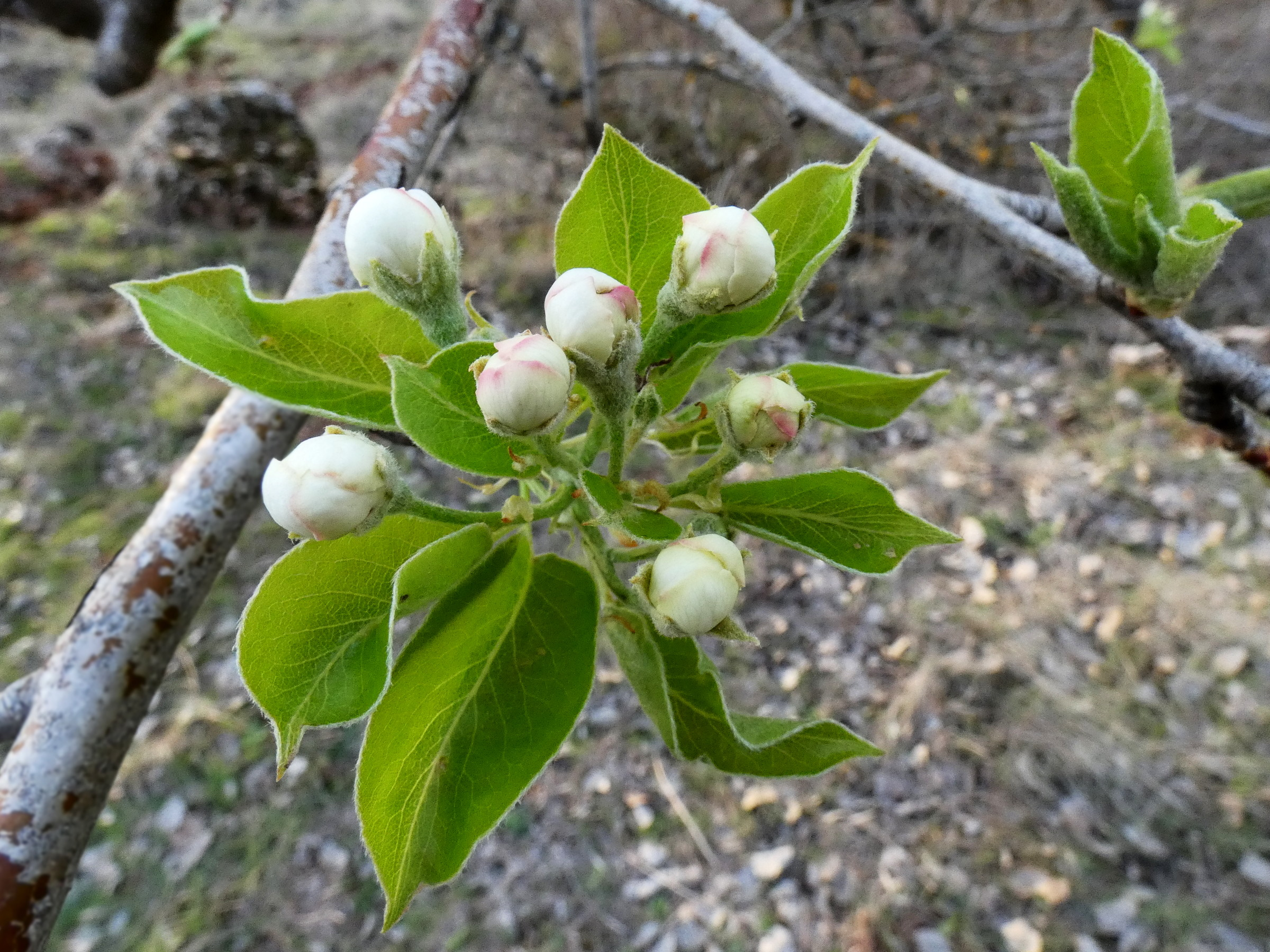
Bloemknoppen van de amandelboom
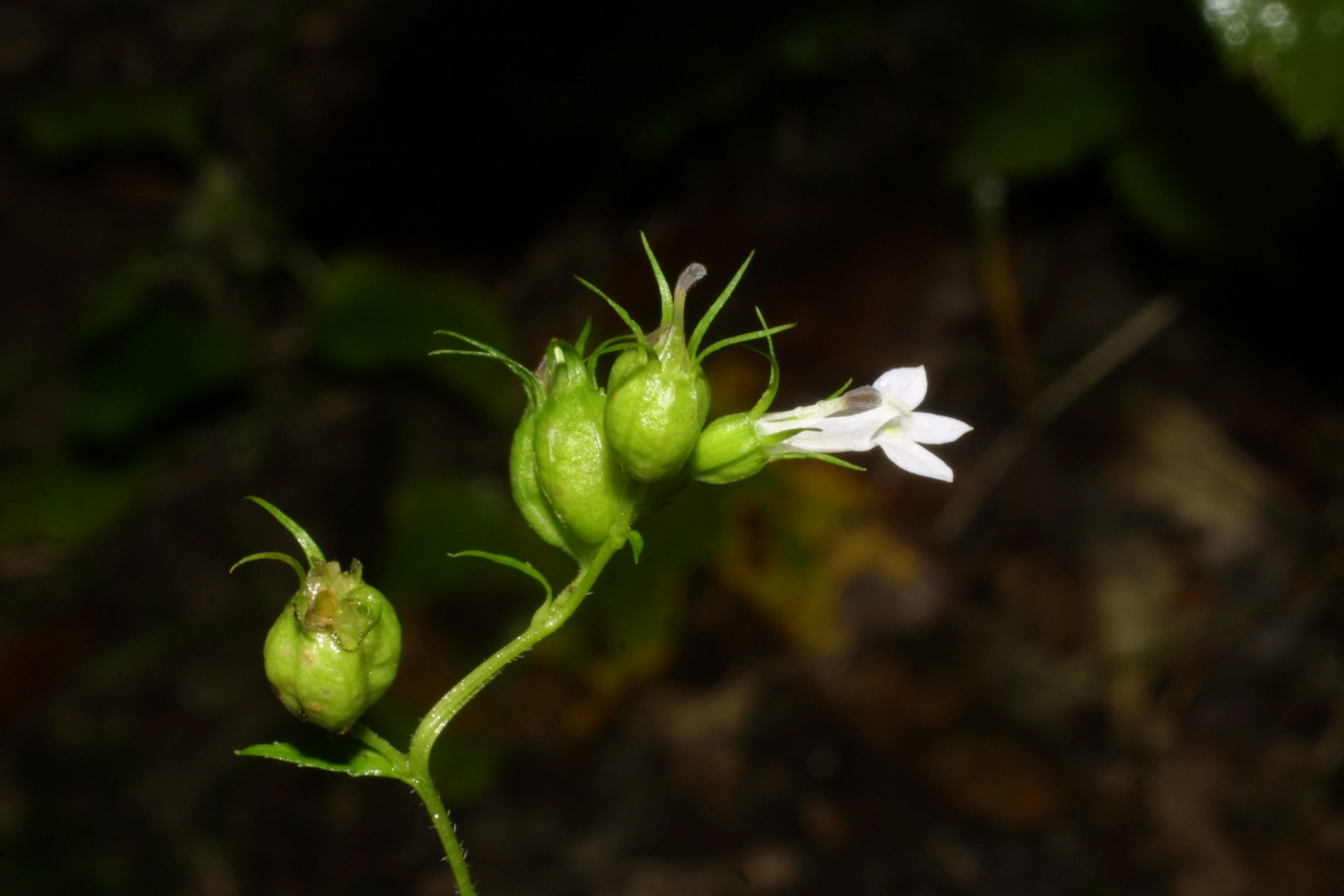
Vruchten van de blaaslobelia met opgeblazen bloembodem